# 車線逸脱防止支援システム

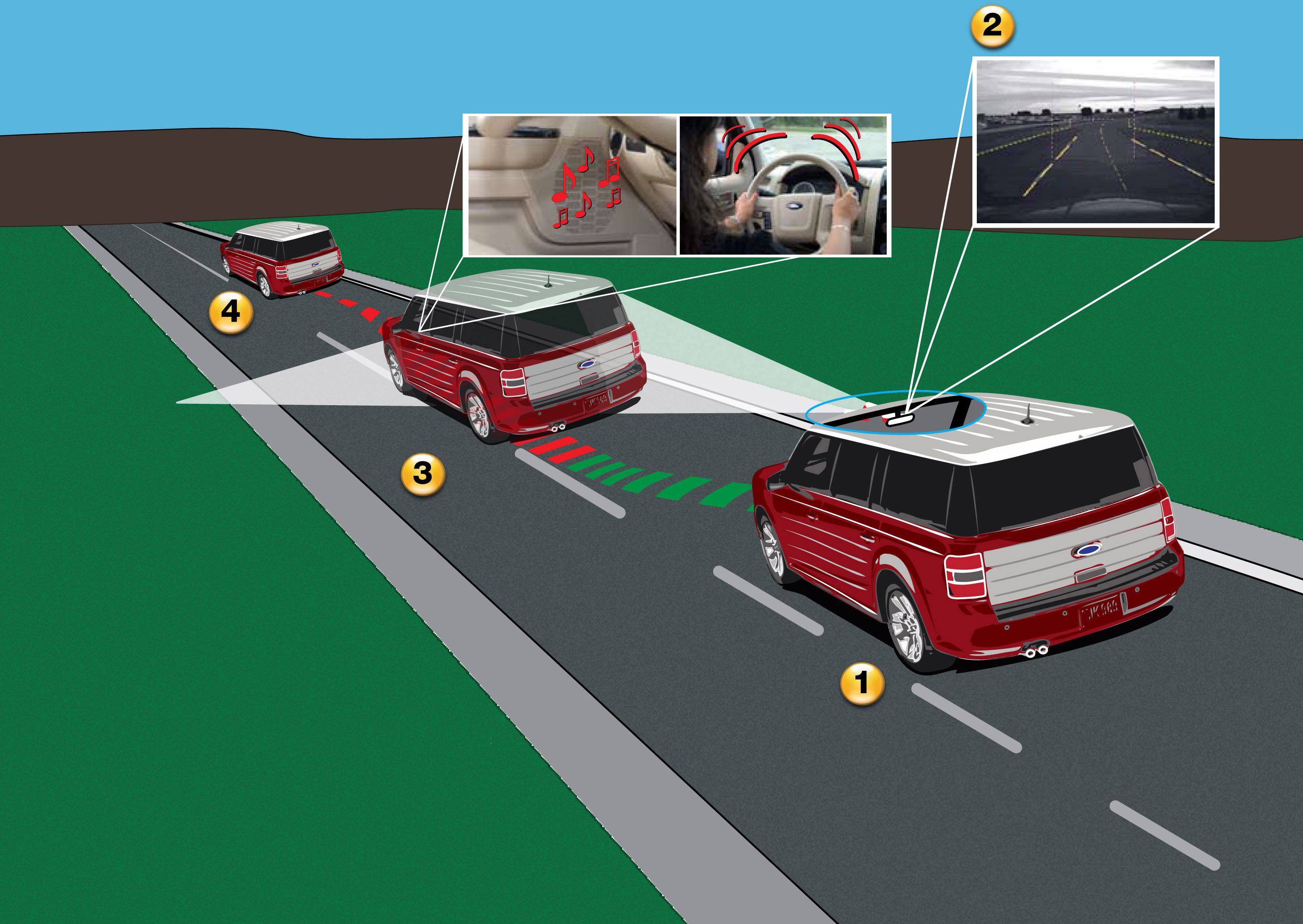
車線逸脱防止支援システムの概念図。(1) 走行中のふらつきを (2) フロントのカメラによって検知すると、(3) 警告音やステアリング制御を行うことで、(4) 車線維持を支援する。

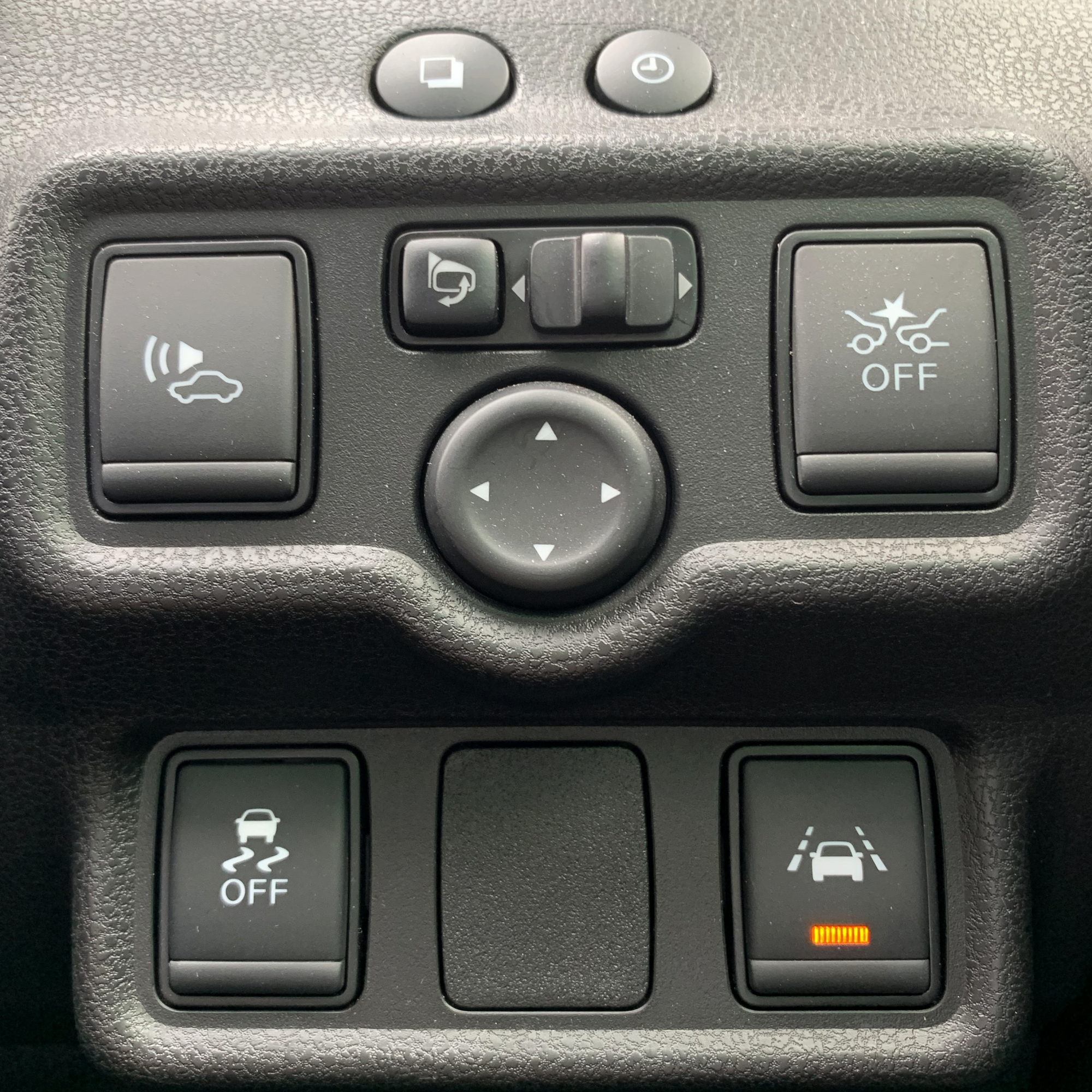
車線逸脱防止支援システムの表示（右下スイッチ）の例。

車線逸脱防止支援システム（しゃせんいつだつぼうししえんシステム）は、自動車が走行中に車線を逸脱することを防ぐ機能の総称である。

## 概要
車線逸脱警報（LDW,Lane Departure Warning）は車内に設置されたC-MOSやCCDカメラ画像をもとに車線を認識し、方向指示器を操作されないまま車線を逸脱しそうになると警報音を鳴らしディスプレイに表示するなどしてドライバーに知らせる機能である。
レーンキープアシスト（LKA）はアダプティブクルーズコントロール（ACC）と基本的に一緒に使用されるもので、電動パワーステアリング（EPS）作動中適切なトルクを発生させるなどのステアリング制御を行い、車線維持をアシストする機能である。これにより軽いステアリング操作で車線維持走行が可能となる。車線逸脱を検知したときのみ機能するタイプと、積極的に車線維持を行うタイプがある（後述）。
日本で販売されるレーンキープアシスト機能は、国土交通省の定める車線維持支援装置の技術指針に適合しており、下記の要件がある。
1. ドライバーが機能をオン/オフできるスイッチを備えていなければならない。また、エンジンをかけた直後はオフでなければならない。
2. システムの作動下限速度が65km/h以上であること。これは、高速道路・自動車専用道路を対象であることにより、一般道の法定速度60km/hより高い数値に定められている。各社の下限速度は65km/hで統一されている。
3. 機能の作動状態がメータなどで常に表示されること。各社ともにメータ内のディスプレイ上に、白線やハンドルのデザインの表示を行っている。
4. カーブ半径が1,000mよりも急な道路まで作動可能な機能は、ハンドルから手を離した場合に機能を停止させること。トヨタ・ホンダ・フォルクスワーゲンではこれに該当する。

## 車線維持支援機能
車線逸脱防止支援からさらに進んで、車線維持支援機能を備える車も増加している。カメラにより白線（黄線）を認識して車線の中央を走行するよう常時ステアリング制御を行うものである。高速道路のように白線が明確に認識でき、カーブ半径が大きい状況ではほぼ車線の中央を自動で走行し続けることができる。
白線の認識ができない場合でも、前走車を認識して自動追従するようにステアリング制御を行う機能を持つものもある。さらに一部の車種では複数車線を持つ自動車専用道路においてターンシグナルランプを点灯すると自動で車線変更を行うことができる。
ステアリング制御中は手放し運転が可能であるが、安全のために一定時間を経過するとハンドルを持つように警告が表示され、さらに手放し運転が継続すると支援機能は停止する。日本の国土交通省は国連欧州経済委員会自動車基準調和世界フォーラム（WP29）が策定した車線維持支援機能に関する国際基準を導入しており、手放し運転をすると15秒以内に警告され、65秒以内に支援機能が停止するとされている。
なおテスラのように日本の型式認定を取得していないモデルはこの基準に沿っていないため、さらに長時間の手放し運転が可能となっている。また一部メーカーの車種においてはステアリング入力ではなく運転手の視線をカメラでモニタし、前方を注視しているかで支援機能継続の判断をするものもある。

## 各社の名称
現在ドイツが主導となりISO規格化が進められており、Lane Keeping Assist Systemはこの議論で用いられる一般名称であり、各社は以下の名称を使用している。
- トヨタ・レーンディパーチャーアラート（LDA）：白線（黄線）を踏み越えそうな場合、ブザーとディスプレイでお知らせ。さらに、はみ出しを回避しやすいようにハンドル操作をサポート。
- トヨタ（レクサス）・レーンキーピングアシスト（LKA）：車線から逸脱する可能性を警告したり、車線からの逸脱を避けるためのステアリング操作を支援。また、レーダークルーズコントロール（全車速追従機能付）の作動中は、車線維持に必要なステアリング操作支援も行う。
- トヨタ（レクサス）・レーントレーシングアシスト（LTA）：白線（黄線）を踏み越えそうな場合、ブザーとディスプレイでお知らせし、レーンの中央を走るようにハンドル操作をサポート。さらに、渋滞のときなど白線（黄線）が見えにくい場合は、先行車の走行の跡を追従することでハンドル操作をサポート。
- レクサス・レーンチェンジアシスト（LCA）：車線維持支援機能が作動中にレーンチェンジのための操舵、加減速、車線変更先車両監視の支援を行う。ドライバーのウインカー操作が支援開始の合図となりレーンチェンジの操舵支援を行い、レーンチェンジ終了後に方向指示灯が自動消灯する。
- ホンダ：レーンキープアシストシステム（LKAS）[1]
- 日産自動車：インテリジェント LI[2]- 車線逸脱防止支援システム。
- スバル：アクティブレーンキープ
- フォルクスワーゲン：レーンアシスト[3]
- BMW：レーン・ディパーチャー・ウォーニング[4]
- フォード・モーター：レーンキープ・システム
- ボルボ：レーン・キーピング・エイド（Lane Keeping Aid）、車道逸脱防止機能（Run-off Mitigation）